# Beak (banda)
Beak>  estilizado como BEAK> es una banda británica de rock formada en el 2009 inicialmente por Geoff Barrow (miembro de Portishead), Billy Fuller (que es miembro del grupo del músico igual británico de la legendaria banda de rock Led Zeppelin: Robert Plant del grupo Robert Plant's Sensational Space Shifters, Fuzz Against Junk) y Matt Williams (miembro de MXLX, Fairhorns).
El grupo se caracteriza por un sonido de estilo "ecléctico" y "vanguardista", Su primer álbum debut homónimo "Beak>" fue lanzado en octubre de 2009 por la misma discográfica del miembro Geoff Barrow: Invada Records.
A pesar de que Beak es considerado un supergrupo, en la actualidad se conserva como un grupo de culto, ya que el grupo no difunde su música a través de los medios de comunicación.
El estilo del grupo musicalmente se caracteriza por el trip-hop, el experimental, la electrónica, el rock gótico, la neo-psicodelia, el noise rock, el rock progresivo, el rock experimental, y el grupo tiene una influencia de los grupos alemanes del krautrock aunque el grupo no toca dicho estilo musical, ya que es un estilo del rock originario solo de Alemania.
El miembro Matt Williams (miembro de MXLX, Fairhorns) abandonó el grupo en el 2016, siendo reemplazado por Will Young (miembro de Moon Gangs).

## Integrantes

### Formación actual
- Geoff Barrow (miembro de Portishead) - vocal, batería (2009 - actualmente)
- Billy Fuller (miembro de Robert Plant's Sensational Space Shifters, Fuzz Against Junk) - vocal de apoyo, bajo (2009 - actualmente)
- Will Young (miembro de Moon Gangs) - teclados (2016 - actualmente)

### Exintegrantes
- Matt Williams "Team Brick" (miembro de MXLX, Fairhorns) - teclados (2009 - 2016)

## Discografía

### Álbumes de estudio
- 2009: "Beak" (BEAK>) (Invada Records, Ipecac Recordings, Temporary Residence Limited)
- 2012: "Beak 2" (>>) (Invada Records)
- 2018: "Beak 3" (>>>) (Temporary Residence Limited)
- 2024: "Beak 4" (>>>>) (Invada Records)

### EPs
- 2020: "Wulfstan EP" (de forma digital)

### Recopilaciones
- 2009: "Extracts from the album "Recordings 05/01/09 > 17/01/09""
- 2010: "Tape"
- 2013: "At the BBC"
- 2014: "Daytrotter Session"
- 2014: "BEAK> + [black & white splattered vinyl]"
- 2015: "Beak>/<Kaeb"
- 2016: "Couple in a Hole" (recopilación de banda sonora del filme de 2015)
- 2018: "L.A. Playback"
- 2019: "Hanna: Season 1 (Music From the Amazon Original Series)" (en colaboración con Ben Salisbury, Karen O, The Insects y Yann McCullough)
- 2019: "Life Goes On"
- 2022: "Kosmik Musik"

### Splits
- 2011: "Beak>/DD/MM/YYYY" (split con DD/MM/YYYY)